# Pincer Point
Il Pincer Point  è uno stretto punto roccioso situata sul 7 km a est-sudest del Durham Point, vicino all'estremità meridionale delle Tapley Mountains, catena montuosa che fa parte dei Monti della Regina Maud, in Antartide. 
Fu avvistato per la prima volta e grossolanamente mappato dai componenti della prima spedizione antartica guidata dall'esploratore polare statunitense Byrd nel 1928-30.
La denominazione è stata assegnata dal Comitato consultivo dei nomi antartici (in lingua inglese Advisory Committee on Antarctic Names; US-ACAN) perché il suo aspetto è simile a quello di una tenaglia (in lingua inglese pincers).